# صهر (علم الفلزات)

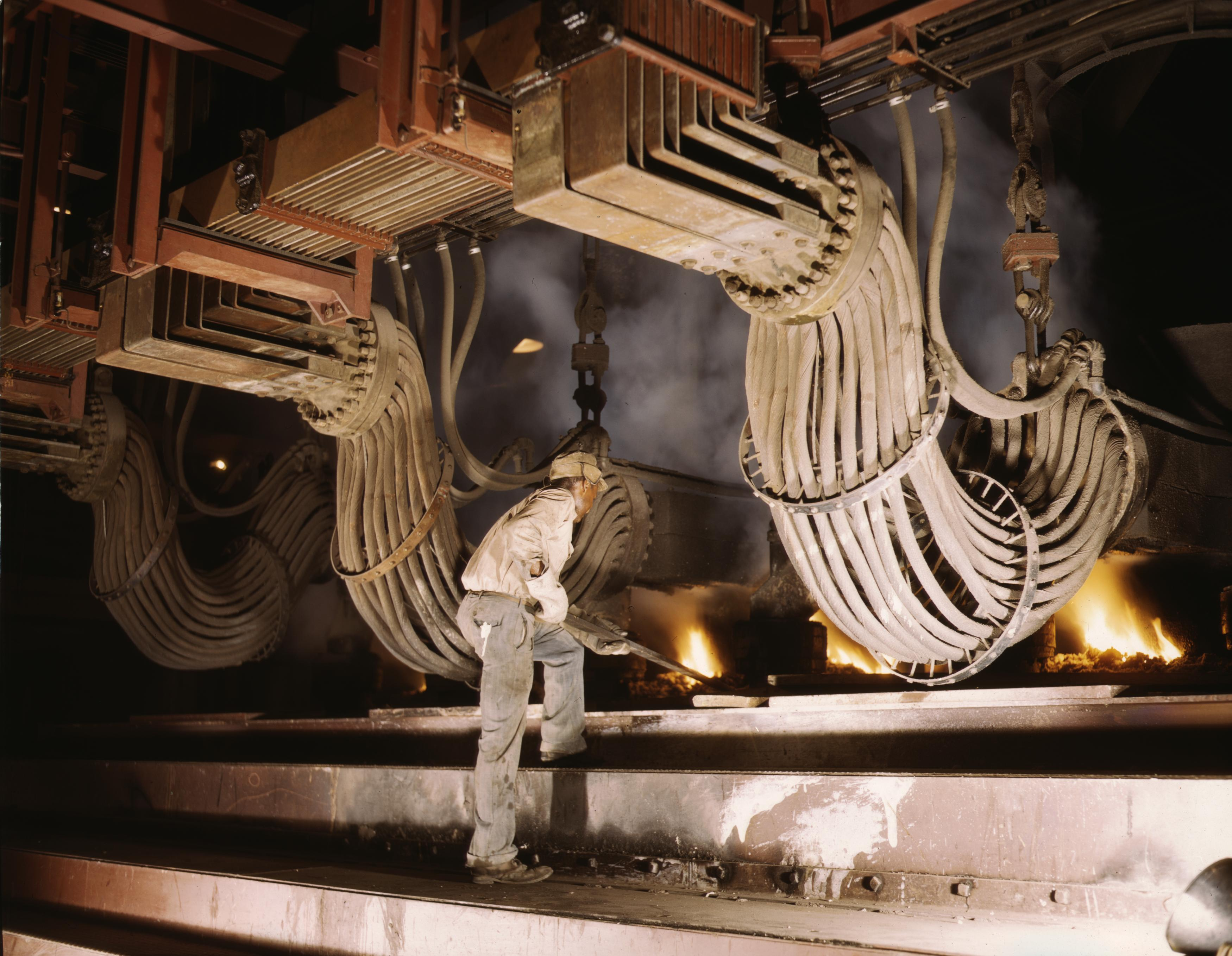
فرن صهر كهربائي

الصَّهْر  في علم الفلزات هو شكل من أشكال الاستخراج أو الاستحصال على الفلزات من الخامات بتعريضها لدرجات حرارة مرتفعة داخل أفران مخصصة،
وباستخدام تفاعلات أكسدة-اختزال ملائمة بشكل يحصل فيه على الفلز النقي، أما العناصر الشائبة فتزال على شكل غازات أو خبث.
تستخدم تقنية الصهر في الاستحصال على فلزات عديدة منها الحديد والنحاس والفضة وغيرها. يعد الكربون على شكل الفحم أحد المختزلات الشائعة في عملية الصهر، حيث يعمل على إزالة الأكسجين باختزال الأكسيد الموافق. يما أن أغلب الخامات مشوبة، فإنه عادة ما يكون من الضروري استخدام صهارة مثل الحجر الجيري لإزالة الشوائب.

## اقرأ أيضاً
- تعدين
- صهر ومضي
- خليط كبريتيدي مصهور